# Calophyidae
Los calofíidos (Calophyidae) son una familia de insectos hemípteros del suborden Sternorrhyncha.

## Géneros
- Allophorina
- Atmetocranium
- Bharatiana
- Calophya (género tipo)
- Cecidopsylla
- Mastigimas
- Metapsylla
- Pseudoglycaspsis
- Strogylocephala
- Symphorosus
- Synpsylla
- †Psyllites